# Јежовец
Јежовец је насељено место у саставу општине Бедња у Вараждинској жупанији, Хрватска. До територијалне реорганизације у Хрватској налазио се у саставу старе општине Иванец.

## Становништво
На попису становништва 2011. године, Јежовец је имао 305 становника.

## Попис1991.
На попису становништва 1991. године, насељено место Јежовец је имало 387 становника, следећег националног састава:
| Попис 1991.‍ | Попис 1991.‍ | Попис 1991.‍ | Попис 1991.‍ | Попис 1991.‍ |
| ----------- | ----------- | ----------- | ----------- | ----------- |
|             |             |             |             |             |
| Хрвати      | Хрвати      |             | 386         | 99,74%      |
| непознато   | непознато   |             | 1           | 0,25%       |
| укупно: 387 |             |             |             |             |